# 世界水会議
世界水会議（せかいみずかいぎ、WWC）は、本部をフランスのマルセイユに置く民間シンクタンク。グローバル規模で水問題に対処することを目的として1996年設立された。世界水フォーラム（World Water Forum、WWF） の主催団体として知られる。
「危機的な水問題についての意識を高め、最高決定機関も含めたあらゆるレベルにおける政治的なコミットメントとアクションを促すこと、地球上のあらゆる生命の利益のため、環境的に持続可能な形での効率的な対話、効率的な水の保全、開発、計画、運営、利水を様々な側面から行われるよう促すこと」を使命と掲げる（WWCのホームページより）。
代表のルイ・フォション（Loic Fauchon）は、フランスの水企業スエズ・リヨネーズ社とヴェオリア・エンバイロメントの子会社であるマルセイユ水道サービス（SEM）会長でもある。WWCはこのように、水道事業をグローバルに展開するグローバル水企業といった、民間セクターからの影響が大きい団体である。スエズ・リヨネーズとヴェオリア・エンバイロメントは世界の120カ国で事業を展開する。